# Abeillia
Abeillia is een monotypisch geslacht van vogels uit de familie kolibries (Trochilidae) en de geslachtengroep Trochilini (briljantkolibries). Er is één soort:
- Abeillia abeillei – Smaragdkeelkolibrie